# 過去現在動詞
過去現在動詞（かこげんざいどうし、Preterite-present verb）はゲルマン語で現在時制であるが過去時制と同じ形をとる特殊な動詞である。ゴート語で印欧祖語の*woida（見た）ラテン語のvīdi（見た）に対応するのはwaitで意味は「知る」である。強変化によるものは母音が交替し、弱変化によるものはnによるつなぎの音を伴う。
|                           | ゴート語 | 古英語  | 現代ドイツ語 | 古ノルド語  | 現代スウェーデン語 |
| ------------------------- | -------- | ------- | ------------ | ----------- | ------------------ |
| 不定詞                    | witan    | witan   | wissen       | vita        | veta               |
| 現在形一人称・三人称単数  | wait     | wāt     | weiß         | veit        | vet                |
| 現在形 三人称複数         | witun    | witon   | wissen       | vitu        | (veten) *          |
| 過去形 一人称・三人称単数 | wissa    | wisse   | wußte        | vissa/vissi | visste             |
| 現在分詞                  | witands  | witende | wissend      | vitandi     | vetande            |
| 過去分詞                  | witans   | gewiten | gewußt       | vitat       | vetat **           |

* (現代スウェーデン語では古めかしく感じられ複数形もない。)

** (現代では過去分詞でなく動詞と複合するときの特殊な用法のみ存在する。)

## 属する単語
以下はゲルマン祖語の再構形である。
- kunnana（知る、過去形kunþa）、
- unnana（認める、過去形unþa）、
- gamunnana（覚える、過去形gamunda）、
- dursana（敢えて～する、過去形dursta）、
- magana（能力がある、過去形mahta）、
- skulana（～すべし、過去形skulda）、
- þurbana（必要な、過去形þurfta）、
- dugana（勝る、過去形duhta）、
- aigana（有る、持っている、aihta）、
- mōtana（～してよい、過去形mōsta）

## 現代語
現代の英語やドイツ語で「法的助動詞」など呼ばれる動詞（英can,must,will,独dürfen,sollen,mögen,müssenなど）は過去現在動詞に由来する。（will,wollenは元は印欧祖語の願望法によるが現代語では過去現在動詞と同じような扱いになっている）